# Ben Tijnagel
Ben (Benny of Bennie) Tijnagel (Nijmegen, 12 juni 1964 — Meerbusch (Duitsland), 5 december 2005) was een ijshockeyinternational uit Nederland, die in de jaren tachtig en begin jaren negentig 56 keer uitkwam voor de nationale ploeg en daarin tot 20 goals en 21 assists kwam. Hij stond te boek als de beste ijshockeyer die Nijmegen heeft voortgebracht. 
Reeds op vijftienjarige leeftijd, in het seizoen 1979-1980, maakte Tijnagel zijn debuut bij de club uit zijn geboortestad, waar hij uitgroeide tot een behendige en veelscorende aanvaller. Op 22-jarige leeftijd vertrok hij naar Rotterdam, samen met Bill Wensink en Jan Bruysten. In zes jaar tijd scoorde hij 260 keer voor de toenmalige Panda's, en was hij goed voor 160 assists. 
In het seizoen 1989-1990 werd Tijnagel uitgeroepen tot de Most Valuable Player in de Nederlandse eredivisie. Hij keerde terug bij zijn oude club Nijmegen in de zomer van 1992, en beëindigde zijn actieve loopbaan twee jaar later. Al maakte hij nadien nog tweemaal een korte comeback om Nijmegen uit de zorgen te helpen in de seizoenen 1994-1995 en 1997-1998. Voor Nijmegen kwam hij in elf seizoenen tot 322 goals, en 270 assists in 363 wedstrijden.
Op maandagavond 5 december overleed Tijnagel op 41-jarige leeftijd bij een ernstig auto-ongeluk op de A57 tussen Nijmegen en Keulen, nadat zijn wagen bij een wegversmalling verpletterd werd door de aanhanger van een vrachtwagen. Die was op de verkeerde weghelft beland en frontaal op een bus gebotst. Alle drie de bestuurders bleken op slag dood. Tijnagels vriendin raakte lichtgewond. Hij liet een vrouw en drie kinderen achter.                      
In 2010 stelde de NIJB de Ben Tijnagel Trofee in voor de beste jeugdspeler van het seizoen.